# Titanio pulchra
Titanio pulchra là một loài bướm đêm trong họ Crambidae.